# 吐息雪色
『吐息雪色』（といきゆきいろ）は綾崎隼による小説作品。 2010年11月にメディアワークス文庫より発売された。
『花鳥風月シリーズ』の第四作目で、シリーズのイラストはワカマツカオリ。 

## あらすじ
幼い頃に両親を亡くし、妹と二人きりで生きてきたOLの佳帆は、ある日、私立図書館の司書、舞原葵依に恋をする。失踪した妻を想い続ける葵依を支えたいと願う佳帆だったが、彼女自身にも哀しい秘密があった。

## 登場人物
結城 佳帆（ゆうき かほ）
主人公。28歳。千桜インシュアランスに勤務する。
12歳の時に両親が亡くなり、親戚に引き取り手がいなかったため、妹・真奈と共に児童養護施設に引き取られた。就職後、約1年で施設を退所し、真奈と2人で暮らし始める。
舞原 葵依（まいばら あおい）
舞原私立図書館館長。33歳。引きこもり生活から抜けさせるために、親戚が建てた図書館の館長を任せられた。欠勤が多く、週に2・3回しか仕事に来ない。
4年前に、妻・雪蛍と行った趣味の登山で雪蛍が行方不明になって以来、無気力な生活を送り続けていた。
結城 真奈（ゆうき まな）
佳帆の8歳年下の妹。高校入学後、1カ月もしないうちに退学し、引きこもり生活を送っている。1日の大半はネットゲームに興じ、それ以外の時間は佳帆に甘えている。幼い頃から虚弱体質で喘息持ちだったため、入退院の繰り返しで学校で友達ができず、運動も勉強も苦手な自分に卑屈なまでにコンプレックスと被害妄想癖があり、虚言癖もある。
楠木 風夏（くすのき ふうか）
舞原私立図書館職員。サービス課の課長。葵依が妻帯者であることを佳帆に伝えるが、恋愛相談にも乗ってくれる。
逢坂 星乃叶（あいざか ほのか）
舞原私立図書館アルバイト職員。色白で長い黒髪の、妖精のように儚い華奢な美しい女性。午前中はフリースクールに通っている。
長嶺 凛（ながみね りん）
佳帆の友人で同僚。

## 舞台
舞台『吐息雪色』の題で、2012年12月19日から12月24日まで、劇場：中野ザ・ポケットで上演。全11公演。 トライフルエンターテインメントプロデュース。脚本は吉谷光太郎（クリエイティヴ零）、演出は米山和仁（劇団ホチキス）が担当。

### キャスト
- 舞原 葵依 - 唐橋充
- 結城 佳帆 - 平田裕香
- 結城 真奈 - 藤原令子
- 楠木 風夏 - 平田弥里
- 丸尾みゆき
- 渡辺瞳